# Diaspidiotus ostreaeformis
Diaspidiotus ostreaeformis är en insekt som först beskrevs av Curtis 1843. Diaspidiotus ostreaeformis ingår i släktet Diaspidiotus, och familjen pansarsköldlöss. Arten är reproducerande i Sverige. Inga underarter finns listade.